# Хоречко Микола Степанович
Мико́ла Степа́нович Хоречко (13 грудня 1975 — 29 січня 2015) — старший солдат Збройних Сил України, учасник російсько-української війни.

## Бойовий шлях
Навідник, 30-та окрема механізована бригада.
29 січня 2015-го зник безвісти під час прямого влучання в танк у Вуглегірську (на вулиці Некрасова). Також вважалися зниклими безвісти молодший сержант Олександр Шахрай — командир танка, сержант Тарас Гарбарчук — механік-водій.
Вважався зниклим безвісти, однак нагороджений посмертно.
Без Миколи лишились батько, дружина, син 1994 р. н., донька 1997 р. н.

## Нагороди та вшанування
- Указом Президента України № 282/2015 від 23 травня 2015 року, «за особисту мужність і високий професіоналізм, виявлені у захисті державного суверенітету та територіальної цілісності України, вірність військовій присязі», нагороджений орденом «За мужність» III ступеня (посмертно)[1].
- Вшановується в меморіальному комплексі «Зала пам'яті», в щоденному ранковому церемоніалі 29 січня[2][3].